# كريستيان ريتر
كريستيان ريتر (بالألمانية: Christian Ritter)‏ (9 أغسطس 1984 في ألمانيا - ) هو لاعب كرة قدم ألماني في مركز الهجوم. لعب مع دينامو برلين ونادي فولفسبورغ وSV Tasmania Berlin ‏ وتنس بوروسيا برلين وSportfreunde Lotte ‏.

## وصلات خارجية
- كريستيان ريتر على موقع قاعدة بيانات كرة القدم.إي يو (الإنجليزية)
- كريستيان ريتر على موقع بيانات كرة القدم. دي إي (الألمانية)
- كريستيان ريتر على موقع عالم كرة القدم.نت (الإنجليزية)